# Arenillas de Riopisuerga
Arenillas de Riopisuerga és un municipi de la província de Burgos a la comunitat autònoma de Castella i Lleó. Forma part de la comarca d'Odra-Pisuerga.

## Demografia
| 1991 |  | 1996 |  | 2001 |  | 2004 |  | 2006 |
| ---- |  | ---- |  | ---- |  | ---- |  | ---- |
| 241  |  | 235  |  | 228  |  | 221  |  | 202  |